# Six Song Split-CD
Six Song Split-CD är en split-EP med banden Regression och Breach, utgiven på det belgiska skivbolaget Good Life Recordings 1997.

## Låtlista[1]
1. Regression - "Pyroclasm"
2. Regression - "Ones and Zeros"
3. Regression - "Nuclear Assault"
4. Breach – "Untitled"
5. Breach - "It's Me God"
6. Breach - "Bloodlines"